# Campionati francesi di sci alpino 2019
I Campionati francesi di sci alpino 2019 si sono svolti ad Auron e Isola 2000 dal 19 al 28 marzo. Il programma ha incluso gare di discesa libera, supergigante, slalom gigante e slalom speciale, tutte sia maschili sia femminili, e combinata, solo maschile.
Trattandosi di competizioni valide anche ai fini del punteggio FIS, vi hanno partecipato anche sciatori di altre federazioni, senza che questo consentisse loro di concorrere al titolo nazionale francese.

## Risultati

### Uomini

#### Discesa libera
| Pos. | Atleta                | Nazione | Tempo   |
| ---- | --------------------- | ------- | ------- |
| 1    | Maxence Muzaton       | Francia | 1:28,22 |
| 2    | Johan Clarey          | Francia | 1:28,76 |
| 3    | Roy Piccard           | Francia | 1:28,97 |
| 4    | Brice Roger           | Francia | 1:29,00 |
| 5    | Valentin Giraud Moine | Francia | 1:29,05 |
| 6    | Victor Schuller       | Francia | 1:29,23 |
| 7    | Nils Allègre          | Francia | 1:29,29 |
| 8    | Ken Caillot           | Francia | 1:29,46 |
| 9    | Adrien Théaux         | Francia | 1:29,61 |
| 10   | Adur Etxezarreta      | Spagna  | 1:29,68 |

Data: venerdì 22 marzo 2019

Località: Auron

Ore: 

Pista: 

Partenza: 2 365 m s.l.m.

Arrivo: 1 645 m s.l.m.

Dislivello: 720 m

Tracciatore: Xavier Fournier-Bidoz

#### Supergigante
| Pos. | Atleta          | Nazione | Tempo   |
| ---- | --------------- | ------- | ------- |
| 1    | Johan Clarey    | Francia | 1:27,58 |
| 2    | Nils Allègre    | Francia | 1:27,64 |
| 3    | Maxence Muzaton | Francia | 1:27,89 |
| 4    | Mathieu Faivre  | Francia | 1:28,27 |
| 5    | Adrien Théaux   | Francia | 1:28,40 |
| 6    | Lucas Perrier   | Francia | 1:28,41 |
| 7    | Victor Schuller | Francia | 1:28,89 |
| 8    | Matthieu Bailet | Francia | 1:29,12 |
| 9    | Sacha Fivel     | Francia | 1:29,45 |
| 10   | Baptiste Arnaud | Francia | 1:29,55 |

Data: sabato 23 marzo 2019

Località: Auron

Ore: 

Pista: 

Partenza: 2 245 m s.l.m.

Arrivo: 1 645 m s.l.m.

Dislivello: 600 m

Tracciatore: Xavier Fournier-Bidoz

#### Slalom gigante
| Pos. | Atleta                | Nazione | Tempo   |
| ---- | --------------------- | ------- | ------- |
| 1    | Alexis Pinturault     | Francia | 2:38,40 |
| 2    | Victor Muffat Jeandet | Francia | 2:39,06 |
| 3    | Thibaut Favrot        | Francia | 2:39,53 |
| 4    | Léo Anguenot          | Francia | 2:39,96 |
| 5    | Thomas Fanara         | Francia | 2:40,26 |
| 6    | Loévan Parand         | Francia | 2:41,11 |
| 7    | Robin Buffet          | Francia | 2:41,24 |
| 8    | Ryan Collombet        | Francia | 2:41,29 |
| 9    | Alexis Brondet        | Francia | 2:41,57 |
| 10   | Jérémie Lagier        | Francia | 2:41,64 |

Data: domenica 24 marzo 2019

Località: Isola 2000

1ª manche:

Ore: 

Pista: 

Partenza: 2 345 m s.l.m.

Arrivo: 1 950 m s.l.m.

Dislivello: 395 m

Tracciatore: Fabien Munier
2ª manche:

Ore: 

Pista: 

Partenza: 2 345 m s.l.m.

Arrivo: 1 950 m s.l.m.

Dislivello: 395 m

Tracciatore: Justin Bernard

#### Slalom speciale
| Pos. | Atleta                | Nazione | Tempo   |
| ---- | --------------------- | ------- | ------- |
| 1    | Clément Noël          | Francia | 1:36,15 |
| 2    | Julien Lizeroux       | Francia | 1:37,18 |
| 3    | Victor Muffat Jeandet | Francia | 1:37,26 |
| 4    | Alexis Pinturault     | Francia | 1:37,81 |
| 5    | Simon Piolaine        | Francia | 1:38,44 |
| 6    | Maxime Rizzo          | Francia | 1:38,47 |
| 7    | Thibaut Favrot        | Francia | 1:38,77 |
| 8    | Théo Letitre          | Francia | 1:39,06 |
| 9    | Paco Rassat           | Francia | 1:39,84 |
| 10   | Steven Amiez          | Italia  | 1:40,26 |

Data: lunedì 25 marzo 2019

Località: Auron

1ª manche:

Ore: 

Pista: 

Partenza: 2 200 m s.l.m.

Arrivo: 2 020 m s.l.m.

Dislivello: 180 m

Tracciatore: Sébastien Brenier
2ª manche:

Ore: 

Pista: 

Partenza: 2 200 m s.l.m.

Arrivo: 2 020 m s.l.m.

Dislivello: 180 m

Tracciatore: Vincent Blum

#### Combinata
| Pos. | Atleta           | Nazione | Tempo   |
| ---- | ---------------- | ------- | ------- |
| 1    | Maxence Muzaton  | Francia | 2:06,78 |
| 2    | Louis Tuaire     | Francia | 2:08,18 |
| 3    | Robin Buffet     | Francia | 2:08,22 |
| 4    | Evan Klufts      | Francia | 2:08,31 |
| 5    | Clément Noël     | Francia | 2:08,43 |
| 6    | Victor Schuller  | Francia | 2:08,44 |
| 7    | Diego Orecchioni | Francia | 2:08,71 |
| 8    | Jérémie Lagier   | Francia | 2:08,83 |
| 9    | Paul Perrier     | Francia | 2:09,45 |
| 10   | Maxime Rizzo     | Francia | 2:09,61 |

Data: venerdì 22 marzo 2019

Località: Auron

1ª manche:

Ore: 

Pista: 

Partenza: 

Arrivo: 

Dislivello: 

Tracciatore: Cyril Vieux
2ª manche:

Ore: 

Pista: 

Partenza: 1 940 m s.l.m.

Arrivo: 1 800 m s.l.m.

Dislivello: 140 m

Tracciatore: Xavier Fournier-Bidoz

### Donne

#### Discesa libera
| Pos. | Atleta               | Nazione | Tempo   |
| ---- | -------------------- | ------- | ------- |
| 1    | Romane Miradoli      | Francia | 1:19,08 |
| 2    | Madeleine Chirat     | Francia | 1:19,77 |
| 3    | Margot Bailet        | Francia | 1:19,98 |
| 4    | Esther Paslier       | Francia | 1:20,08 |
| 5    | Jennifer Piot        | Francia | 1:20,60 |
| 6    | Camille Cerutti      | Francia | 1:20,68 |
| 7    | Alexandra Coletti    | Monaco  | 1:20,96 |
| 8    | Karen Smadja-Clément | Francia | 1:21,07 |
| 9    | Ania Monica Caill    | Romania | 1:21,55 |
| 10   | Noémie Larrouy       | Francia | 1:22,01 |

Data: giovedì 28 marzo 2019

Località: Auron

Ore: 

Pista: 

Partenza: 2 240 m s.l.m.

Arrivo: 1 645 m s.l.m.

Dislivello: 595 m

Tracciatore: Marco Viale

#### Supergigante
| Pos. | Atleta               | Nazione     | Tempo   |
| ---- | -------------------- | ----------- | ------- |
| 1    | Romane Miradoli      | Francia     | 1:32,01 |
| 2    | Jennifer Piot        | Francia     | 1:34,10 |
| 3    | Tessa Worley         | Francia     | 1:34,63 |
| 4    | Karen Smadja-Clément | Francia     | 1:34,68 |
| 5    | Esther Paslier       | Francia     | 1:34,76 |
| 6    | Camille Cerutti      | Francia     | 1:34,93 |
| 7    | Doriane Escané       | Francia     | 1:35,14 |
| 8    | Cara Brown           | Regno Unito | 1:35,45 |
| 9    | Carmen Haro          | Francia     | 1:35,60 |
| 10   | Margot Bailet        | Francia     | 1:35,64 |

Data: domenica 24 marzo 2019

Località: Auron

Ore: 

Pista: 

Partenza: 2 240 m s.l.m.

Arrivo: 1 645 m s.l.m.

Dislivello: 595 m

Tracciatore: Emilien Astier

#### Slalom gigante
| Pos. | Atleta                | Nazione | Tempo   |
| ---- | --------------------- | ------- | ------- |
| 1    | Tessa Worley          | Francia | 1:51,16 |
| 2    | Clara Direz           | Francia | 1:51,66 |
| 3    | Coralie Frasse Sombet | Francia | 1:52,87 |
| 4    | Camille Cerutti       | Francia | 1:53,18 |
| 5    | Clara Pijolet         | Francia | 1:53,22 |
| 6    | Romane Miradoli       | Francia | 1:53,57 |
| 7    | Karen Smadja-Clément  | Francia | 1:53,83 |
| 8    | Axelle Chevrier       | Francia | 1:54,07 |
| 9    | Anne-Sophie Barthet   | Francia | 1:54,51 |
| 10   | Léa Chapuis           | Francia | 1:54,83 |

Data: sabato 23 marzo 2019

Località: Auron

1ª manche:

Ore: 

Pista: 

Partenza: 2 105 m s.l.m.

Arrivo: 1 800 m s.l.m.

Dislivello: 305 m

Tracciatore: Freddy Thevenod
2ª manche:

Ore: 

Pista: 

Partenza: 2 105 m s.l.m.

Arrivo: 1 800 m s.l.m.

Dislivello: 305 m

Tracciatore: Pierre Guillot-Patrique

#### Slalom speciale
| Pos. | Atleta              | Nazione | Tempo   |
| ---- | ------------------- | ------- | ------- |
| 1    | Nastasia Noens      | Francia | 1:33,22 |
| 2    | Kim Vanreusel       | Belgio  | 1:34,89 |
| 3    | Ninon Esposito      | Francia | 1:35,23 |
| 4    | Johanna Bœuf        | Francia | 1:35,32 |
| 5    | Anne-Sophie Barthet | Francia | 1:35,36 |
| 6    | Joséphine Forni     | Francia | 1:35,54 |
| 7    | Léa Chapuis         | Francia | 1:35,63 |
| 8    | Clara Pijolet       | Francia | 1:36,06 |
| 9    | Marion Chevrier     | Francia | 1:35,09 |
| 10   | Carmen Haro         | Francia | 1:35,16 |
| 10   | Marie Lamure        | Francia | 1:35,16 |

Data: lunedì 25 marzo 2019

Località: Auron

1ª manche:

Ore: 

Pista: 

Partenza: 1 980 m s.l.m.

Arrivo: 1 810 m s.l.m.

Dislivello: 170 m

Tracciatore: Michel Lucatelli
2ª manche:

Ore: 

Pista: 

Partenza: 1 980 m s.l.m.

Arrivo: 1 810 m s.l.m.

Dislivello: 170 m

Tracciatore: Mathias Rolland